# Chotaibíes
Los chotaibíes o Banu Shutayba (en árabe, بنو شطيبة, en hebreo, בני שוטייבה) fueron una tribu árabe judía de Arabia de la época de Mahoma. Su conversión al judaísmo es anterior a la Hégira, en la época preislámica.
Fueron incluidos en el punto 31 de la Carta de Medina como aliados de los musulmanes, considerándose en conjunto como «una sola nación», pero conservando su religión judía.